# 야마다 가즈나리 (정치 활동가)
야마다 가즈나리(山田一成)는 일본의 정치 활동가이다. 국가사회주의 일본 노동자당의 창립자이자 당수이다. 도쿄 출신이며 1982년부터 활동해왔다.